# Сан Сосио (Фрозиноне)
Сан Сосио је насеље у Италији у округу Фрозиноне, региону Лацио.
Према процени из 2011. у насељу је живело 353 становника. Насеље се налази на надморској висини од 171 м.